# کوبی کون
کوبی کون (آلمانی: Köbi Kuhn؛ زادهٔ ۱۲ اکتبر ۱۹۴۳ – درگذشته ۲۶ نوامبر ۲۰۱۹) بازیکن فوتبال اهل سوئیس بود.

## باشگاهی
از باشگاه‌هایی که در آن بازی کرده‌است می‌توان به گراس‌هاپر زوریخ، و  زوریخ اشاره کرد.

## تیم ملی
وی همچنین تیم ملی فوتبال سوئیس بازی کرده‌است.